# Liga Continental de Hóquei de 2011–12
A Liga Continental de Hockey de 2011–12 foi a quarta edição da liga euro-asiática de hóquei no gelo. A edição foi iniciada em setembro de 2011 e com término em abril de 2012. O Traktor Chelyabinsk foi o campeão da Copa Continental e o HC Dinamo Moscou da Copa Gagarin.